# Ponte di comando (Star Trek)
Il ponte di comando o plancia è il locale dal quale il capitano governa una nave stellare nell'universo immaginario del franchise di fantascienza Star Trek.

## Storia
Fin dalla prima nave della neonata Flotta Astrale, l'Enterprise (vedi Star Trek: Enterprise), il ponte 1 ospita il ponte di comando (anche detto plancia). La plancia è collegata con gli altri ponti da non più di due turbo ascensori e successivamente (dalla serie dopo) è possibile isolarla con un campo di forza di classe 10. Adiacente alla plancia c'è l'ufficio del capitano e la sala tattica/riunioni. Nella classe Intrepid della serie Star Trek: Voyager, la plancia viene costellata di proiettori olografici per poter ospitare il capitano olografico d'emergenza.

## Contenuti
La conformazione della plancia nel corso degli anni rimane sempre la medesima, infatti prevede:
- una poltrona multifunzionale del Capitano (successivamente verrà accostata una seconda poltrona del Primo Ufficiale e la poltrona del consigliere dalla classa Galaxy in poi);
- una console tattica con funzioni di comando principali di siluri, siluri fotonici, scudi, raggio traente, phaser;
- una console dell'ufficiale scientifico con sensori a lungo/corto raggio, sensori di prossimità, ambientali, controllo del deflettore;
- una console dell'ufficiale alle comunicazioni con controllo antenna subspaziale, comunicazioni, traduttore universale, controllo audio/video in plancia; su alcune navi questo ruolo viene svolto dall'ufficiale tattico (ad esempio Worf sull'Enterprise D);
- una console dell'ufficiale timoniere che di norma si trova a ridosso dello schermo e dà le spalle alla poltrona del Capitano; controlla razzi di prossimità e manovra, velocità e ingresso in curvatura, motori a impulso, manovre evasive e in modalità manuale il joystick con cui controllare la nave;
- una console dell'ufficiale capo ingegnere che controlla integrità strutturale, funzioni e comandi della sala macchine. Viene usata raramente poiché l'ingegnere capo è solitamente in sala macchine;
- una console per l'ufficiale alle Operazioni, generalmente posta a fianco del timoniere: controlla teletrasporto, navigazione, deflettore e tutto ciò che non controllano gli addetti sopra indicati.